# Günebakan, Dernekpazarı
Günebakan là một xã thuộc huyện Dernekpazarı, tỉnh Trabzon, Thổ Nhĩ Kỳ. Dân số thời điểm năm 2011 là 183 người.